# 艾爾達瑪灣
在托爾金（J. R. R. Tolkien）小說的中土大陸，艾爾達瑪灣（Eldamar）是阿門洲（Aman）的一個地區，位於佩羅瑞（Pelóri）以東，有精靈居住在 艾爾達瑪灣。
艾爾達瑪灣的確實大小不明，艾爾達瑪灣及佩羅瑞之間至少有數十哩距離，艾爾達瑪灣由泰尼魁提爾山（Taniquetil）
及卡拉克雅（Calacirya）組成。艾爾達瑪灣的海岸延伸數百哩至卡拉克雅以北。
諾多精靈（Noldor）的城市提理安（Tirion）建於山丘圖納（Túna）之上，與雙樹（Two Trees of Valinor）及海洋對望。
艾爾達瑪灣的北部有帖勒瑞族（Teleri）的城市澳闊隆迪（Alqualondë），城內的宮殿由珍珠構成。天然的弧形岩石港口，寶石散落在海灘上。
艾爾達瑪灣內的伊瑞西亞島（Tol Eressëa）原本是飄流的島嶼，直至烏歐牟（Ulmo）被固定在灣內。以南的阿維塔（Avathar）曾是大蜘蛛昂哥立安（Ungoliant）的棲息處。